# リフレクトロン

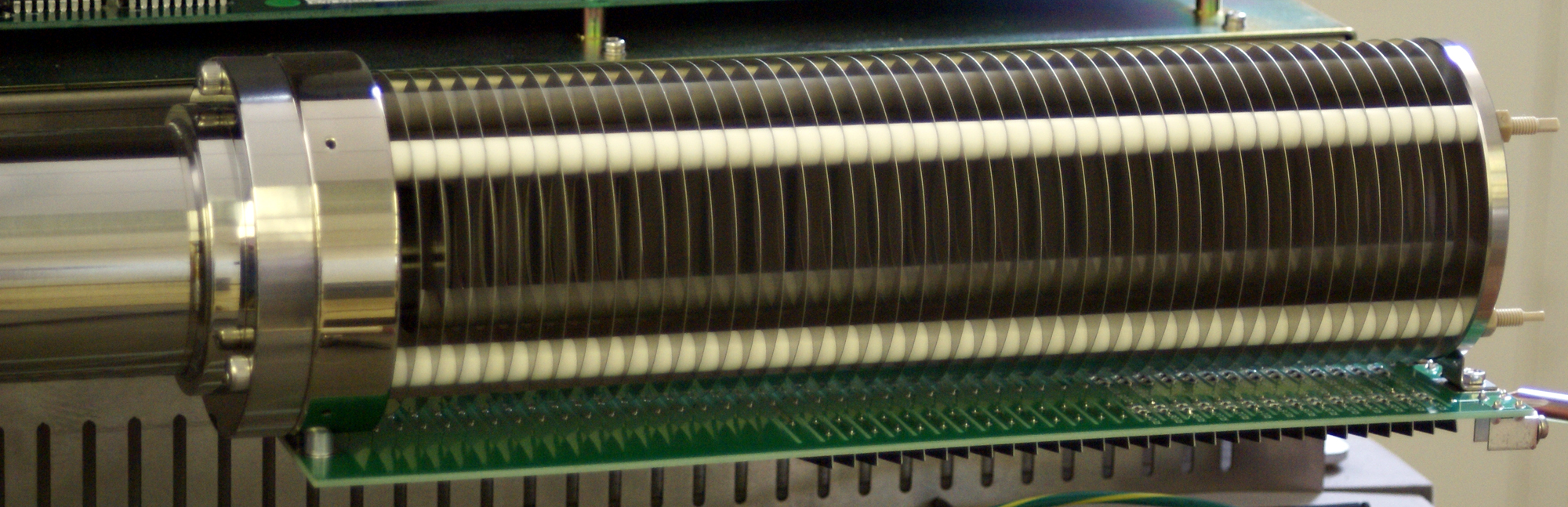
リフレクトロンを構成する積層されたイオンレンズ部。金属板は高電圧に帯電しており、イオンを反射する電場を生じている。

リフレクトロン（reflectron）もしくはリフレクター（reflector）、イオンミラー（ion mirror）は、飛行時間質量分析計（TOF-MS）の装置に用いられる、静電場を用いて荷電粒子の飛行する向きを反転させる装置である。
TOF-MS 装置内でリフレクトロンを用いることによって、同一の質量電荷比で異なる運動エネルギーをもった荷電粒子を時間軸上で収束させ、（ほぼ）同じ時間で検出器に到達させることが可能となる。そのため、TOF-MS の初期加速過程における誤差を補償し、質量分解能を改善することができる。
リフレクトロンはロシア人科学者ボリス・アレクサンドロビッチ・マミリン（Boris Aleksandrovich Mamyrin）によって、1973年に発明された。

## シングルステージ・リフレクトロン

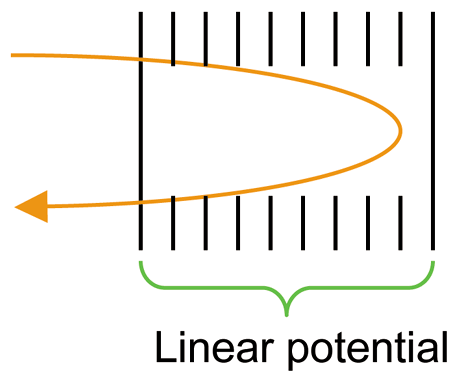
シングルステージ・リフレクトロンの概念図

シングルステージ・リフレクトロンは一段の電場領域から構成される。電場は線形、または非線形（ただし、電極板間電場はほぼ一様となり、ステップ関数的な電場）となる。たとえば線形電場を与えるためには、電極板間に同一の抵抗値をもつ抵抗器を直列に接続し、両端電極に電圧を与える。
曲線電場リフレクトロンとは、遅延電場が非線形かつレンズ要素の電圧が円弧関数に従うようにしたものを言う。ここで、x:リフレクトロン入射部からの距離、V:電圧、R:定数である。
{\displaystyle R^{2}=V^{2}+x^{2}\,}
クアドラティックフィールドリフレクトロン（quadratic field reflectron）とは、電場を入射部からの距離の二乗に比例するようにしたリフレクトロンをいう。あらゆる高次の運動エネルギーのずれを補償することができる。

## デュアルステージ・リフレクトロン

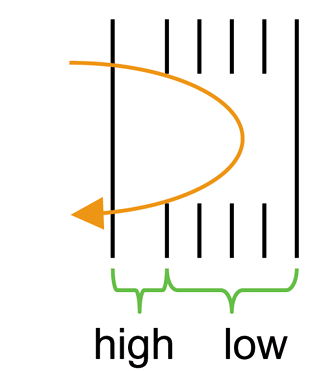
デュアルステージ・リフレクトロンの概念図

デュアルステージ・リフレクトロンは、二つの電場領域から構成される。入射側の領域は終端側の領域とし比べてずっと大きな値に設定される。これによって装置のサイズを小さくしつつ、二次の運動エネルギーのフォーカシングを行うことができる。

## ポストソース分解
ポストソース分解（post source decay）は、リフレクトロンを備えたマトリックス支援レーザー脱離イオン化法飛行時間質量分析計（MALDI TOF-MS）に特有の技術である。リフレクトロンへの進入に先立ちメタステーブル分解や衝突誘起解離で生じたフラグメントイオンを、質量電荷比によってプリカーサイオンと分離し、別個のスペクトルとして検出する事ができる。